# カプラン (小惑星)
カプラン(1987 Kaplan)は、小惑星帯内側領域にある岩石質のフォカエア族の小惑星である。直径は、約14kmである。1952年9月11日にソビエト連邦の天文学者ペラゲーヤ・シャインがクリミア半島のシメイズ天文台で発見した。ソビエト連邦の天体物理学者サムイル・カプランの名前に因んで名付けられた。

## 軌道と分類
カプランは、岩石質の2000個近くの小惑星が属する:23フォカエア族という大きな小惑星族に分類される。
小惑星帯内側領域の太陽から1.8-2.9天文単位の軌道を3年8カ月（1,343日）かけて公転する。軌道離心率は0.23、黄道に対する軌道傾斜角は24°である。観測弧は、1952年の公式発見日のシメイズ天文台で始まる。

## 物理的性質
カプランは、フォカエア族全体のスペクトル型であるS型小惑星と推定される:23。

### 自転周期
2000年から2011年の間、ブライアン・ワーナーがコロラドスプリングスのPalmer Divide天文台で行った測光観測で3つの光度曲線が得られた。光度曲線の分析により、9.453から9.49時間で光度が0.46から0.65等級変化するという精度の高い結果が得られた。

### 極
モデル化された光度曲線に加え、様々な情報源からの測光データを用いて、これと一致する9.45950時間という周期が得られ、黄道座標で(356.0°、-58.0°)及び(233.0°、-89.0°)という2つの自転軸が決定された。

### 直径とアルベド
日本のあかりやアメリカ航空宇宙局の広視野赤外線探査機による観測で、直径は11.70及び14.606km、表面アルベドは0.2094及び0.28という測定結果が得られた。
Collaborative Asteroid Lightcurve Link(CALL)では、フォカエアのアルベド0.23と絶対等級11.5から、直径を13.89kmと計算している。

## 名前
ウクライナのリヴィウ大学天文台やロシアのw:Radiophysical Research Instituteで勤めたソビエト連邦の天文学者、天体物理者であるサムイル・カプラン（1921年-1978年）の名前に因んで名付けられた。研究範囲は、白色矮星、星間物質、放射輸送方程式、太陽放射、パルサー、銀河核等、天体物理学の様々な領域に及ぶ。
命名の引用は、公式には、1980年6月1日に小惑星センターから公表された。

## 備考
1. 1 2  Lightcurve plot of (1987) Kaplan, Brian Warner at the Palmer Divide Observatory (2011). Rotation period 9.453±0.002 hours with a brightness amplitude of 0.65±0.02 mag. Quality code of 3. Summary figures at the LCDB.
2. 1 2  Lightcurve plot of (1987) Kaplan, Brian Warner at the Palmer Divide Observatory (2000). Rotation period 9.46±0.01 hours with a brightness amplitude of 0.47±0.01 mag. Quality code of 3. Summary figures at the LCDB.